# 下河辺牧場
有限会社下河辺牧場（しもこうべぼくじょう）は、北海道沙流郡日高町福満に本場を置く競走馬の生産・育成牧場。
馬主としては日本中央競馬会（JRA）と地方競馬全国協会（NAR）に登録されている。勝負服の柄は白、赤袖、冠名は特に用いない。このほか、中央競馬の馬主資格取得者向けのオーナーズクラブ「ウイナーズ Winners」を運営しており、下河辺隆行が名義の代表となっている。

## 歴史
- 1933年 初代代表者下河辺孫一が千葉県香取郡（現・成田市）にて牧場を開場。
- 1966年 北海道沙流郡門別町（現・日高町）にも牧場を開場する。
- 1975年 成田空港建設に伴い千葉県香取郡栗源町（現・香取市）に移転。
- 1991年 生産馬のナリタハヤブサがJRA賞最優秀ダートホースとなる。
- 1997年 創業者の下河辺孫一が死去し長男の下河辺俊行が跡を継ぐ。

## 本場以外の施設
- 下河辺牧場（日高支場）
- 下河辺トレーニングファーム
- 下河辺トレーニングセンター（静内）
- 下河辺トレーニングセンター（三石）
- 下河辺トレーニングセンター（千葉）

## 主な生産馬

### 千葉
- クイントップ（1959年東京障害特別（秋））
- オーロラ（1960年東京障害特別（秋））
- ヒロクニ（1974年目黒記念（春））
- リリーズブーケ（1989年サファイヤステークス）
- ナリタキングオー（1995年共同通信杯4歳ステークス、スプリングステークス、京都新聞杯）

### 門別・日高
※括弧内太字はGI級競走優勝。
- ランスロット（1977年札幌記念、ステイヤーズステークス）
- シンウルフ（1983年スプリンターズステークス）
- ケイファイヤー（1985年サファイヤステークス）
- ラグビーボール（1986年NHK杯、高松宮杯）
- コンサートマスター（1987年マイラーズカップ）
- ビッグファイト（1990年新潟3歳ステークス、京成杯3歳ステークス、朝日杯3歳ステークス2着）
- ナリタハヤブサ（1990年ウインターステークス、1991年フェブラリーハンデキャップ、ウインターステークス、1992年帝王賞）
- アツムテキ（1992年京都大障害（春））
- ビッグバイアモン（1996年ラジオたんぱ賞）
- ロンドンブリッジ（1997年ファンタジーステークス、1998年桜花賞2着）
- ムガムチュウ（2000年北海道3歳優駿、2001年ダービーグランプリ）
- ナリタオンザターフ（2001年名古屋優駿）
- ビッグゴールド（2002年中山金杯、2005年天皇賞（春）2着）
- スティルインラブ（2003年中央競馬牝馬三冠（桜花賞、優駿牝馬、秋華賞））
- ダイワエルシエーロ（2004年クイーンカップ、優駿牝馬、京阪杯、2005年マーメイドステークス）
- ピサノクウカイ（2004年プリンシパルステークス）
- ビッグプラネット（2005年アーリントンカップ、2006年京都金杯）
- グレイスティアラ（2005年エーデルワイス賞、全日本2歳優駿、2006年兵庫チャンピオンシップ）
- サンアディユ（2007年アイビスサマーダッシュ、セントウルステークス、京阪杯）
- ケイエスゴーウェイ（2008年二十四万石賞）
- サヨウナラ（2008年エンプレス杯）
- モンテクリスエス（2009年ダイヤモンドステークス）
- ブロードストリート（2009年ローズステークス）
- レッドスパーダ（2009年NHKマイルカップ2着、2010年東京新聞杯、2013年関屋記念、2014年京王杯スプリングカップ）
- サンライズプリンス（2010年ニュージーランドトロフィー）
- サンクスノート（2010年京王杯スプリングカップ）
- ドモナラズ（2010年七夕賞）
- ダッシャーゴーゴー（2010年セントウルステークス、2011年オーシャンステークス、CBC賞）
- ナイキマドリード（2010年オーバルスプリント、JBCスプリント2着、2011年さきたま杯、ゴールドカップ、2012年船橋記念、2014年習志野きらっとスプリント）
- サンライズベガ（2011年小倉大賞典）
- ダノンシャーク（2013年京都金杯、富士ステークス、2014年マイルチャンピオンシップ）
- アユサン（2013年桜花賞）
- ヒラボクディープ（2013年青葉賞）
- コウギョウデジタル（2013年ウイナーカップ、ひまわり賞、不来方賞）
- カクシアジ（2013年園田プリンセスカップ、プリンセス特別、プリンセスカップ）
- ショウナンアデラ（2014年阪神ジュベナイルフィリーズ）
- アズマシャトル（2015年小倉記念）
- シュンドルボン（2016年中山牝馬ステークス）
- トーキングドラム（2017年阪急杯）[1]
- キセキ（2017年菊花賞）
- サトノワルキューレ（2018年フローラステークス）
- グレーターロンドン（2018年中京記念）
- ゴールデンヒーラー（知床賞、プリンセスカップ、あやめ賞、やまびこ賞、ひまわり賞、青藍賞、栗駒賞）[2]
- ドライスタウト（2021年全日本2歳優駿、2023年テレ玉杯オーバルスプリント、武蔵野ステークス）[3]
- ソウルラッシュ（2022年・2024年マイラーズカップ、2023年京成杯オータムハンデキャップ、2024年マイルチャンピオンシップ、2025年ドバイターフ）[4]
- ノットゥルノ（2022年ジャパンダートダービー、2024年佐賀記念、名古屋グランプリ）
- ヴェントヴォーチェ（2022年キーンランドカップ、2023年オーシャンステークス）[5]
- ロンドンプラン（2022年小倉2歳ステークス）[6]
- ドルチェモア（2022年サウジアラビアロイヤルカップ、朝日杯フューチュリティステークス）[7]
- ミニアチュール（2023年金杯、あやめ賞、スプリングカップ、ダイヤモンドカップ、東北優駿、ひまわり賞、2024年ビューチフルドリーマーカップ、ヴィーナススプリント）[8]
- ビッグリボン（2023年マーメイドステークス）[9]
- サンライズホーク（2023年サマーチャンピオン、兵庫ゴールドトロフィー、2024年かきつばた記念）[10]
- アラジンバローズ（2023年鳥栖大賞、2024年新春賞、サマーチャンピオン）
- エコロデュエル（2023年京都ジャンプステークス、2025年中山グランドジャンプ）[11]
- リトルカリッジ（2023年金杯）
- デュードヴァン（2024年川崎マイラーズ、サンタアニタトロフィー）
- エンペラーワケア(2024年根岸ステークス、武蔵野ステークス）[12]
- シンリョクカ（2024年新潟記念）
- サトノシャイニング（2025年きさらぎ賞）
- サンライズアムール（2025年クラスターカップ）

### 日高支場
- スターコキトール（1965年関東オークス、クイーン賞）
- ソウリュウ（1965年京王杯オータムハンデキャップ）
- アランバード（1967年京都大障害（秋））

### トレーニングセンター
- シランケド（2025年中山牝馬ステークス）

## 主な所有馬
牧場名義
- リリーズブーケ（成績は上記参照）
- ロンドンブリッジ（成績は上記参照）
- グレイスティアラ（成績は上記参照）
- シュンドルボン（成績は上記参照）

## 主な繋養馬

### 過去の繋養種牡馬
- ニホンピロウイナー
- ナグルスキー
- ラグビーボール
- マッチレススピード
- ムガムチュウ

### 繁殖牝馬
- リリーズブーケ
- グレイスティアラ
- ロイヤルティアラ（グレイスティアラの母）
- ブロードストリート
- アユサン（ドルチェモアの母）[13]
- シュンドルボン
- エターナルブーケ（ソウルラッシュの母）

### 過去の繋養繁殖牝馬
- ケイキロク
- スティルインラブ
- ロイヤルコスマー
- オールフォーロンドン（ロンドンブリッジなどの母）
- コスモドリーム
- ケイウーマン
- ロンドンブリッジ
- サンクスノート
- ダイワエルシエーロ

## 主な表彰馬
JRA賞
- 最優秀2歳牡馬

ドルチェモア（2022年）
- 最優秀2歳牝馬

ショウナンアデラ（2014年）
- 最優秀3歳牝馬

スティルインラブ（2003年）
- 最優秀マイラー

ソウルラッシュ（2024年）